# 중국공산당 중앙정치법률위원회

중국공산당 중앙정치법률위원회(중국어 간체자: 中国共产党中央政法委员会, 정체자: 中國共產黨中央政法委員會, 병음: Zhōngguó Gōngchǎndǎng Zhōngyāng Zhèngfǎ Wěiyuánhuì)는 중앙기율검사위원회와 함께 정부의 감찰 부문을 지휘하고, 중앙군사위원회와 함께 인민무장경찰을 지휘한다. 말 그대로 사법부 장관(법무부 장관)이나 최고인민법원 원장(최고재판소 장관) 등을 통솔하는 최고의 위치에 있고, 그 권력은 절대적이다.

## 역사
중앙정법위는 1980년에 설립되었다. 아래는 역대 서기이다.
- 펑전(彭眞) 1980년 - 1982년
- 천비셴(陳丕顯) 1982년 - 1985년
- 차오스(喬石) 1985년 - 1992년
- 런젠신(任建新) 1992년 - 1998년
- 뤄간(羅幹) 1998년 - 2007년
- 저우융캉(周永康) 2007년 - 2012년
- 멍젠주(孟建柱) 2012년 - 2017년 10월
- 궈성쿤(郭声琨) 2017년 10월 - 2022년 10월
- 천원칭(陈文清) 2022년 10월 - 현재

## 같이 보기
- 중국공산당 중앙정치국 상무위원회
- 중국공산당 중앙위원회